# Serhij Hruschewskyj

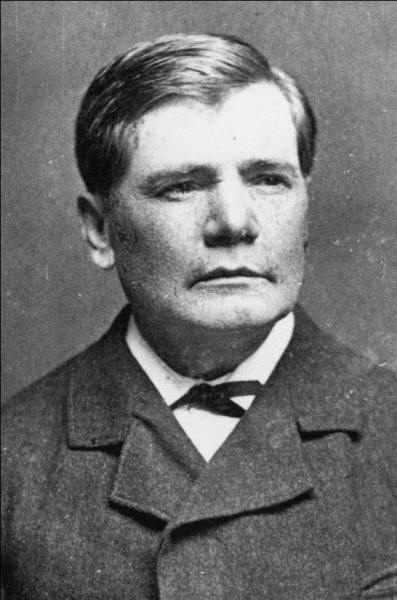
Serhij Hruschewskyj

Serhij Fedorowytsch Hruschewskyj (ukrainisch Сергій Федорович Грушевський; * 7. Oktoberjul. / 19. Oktober 1830greg. in Tschyhyryn, Gouvernement Kiew, Russisches Kaiserreich; † 27. Januarjul. / 9. Februar 1901greg. in Wladikawkas, Russisches Kaiserreich) war ein ukrainischer  Slawist und Pädagoge. Er war der Vater des Historikers und ersten Präsidenten der Ukrainischen Volksrepublik Mychajlo Hruschewskyj.

## Leben
Serhijs Vater Fedor entstammte einer Familie aus dem Bezirk Tschyhyryn, die hauptsächlich aus Diakonen und Gemeindedienern bestand. Fedor zog von dort mit seiner Familie in das Dorf Lisnyky bei Kiew, was Serhij half, eine Ausbildung zu erhalten.
Er studierte von 1844 bis 1849 am Theologischen Seminar in Kiew-Podil und von 1849 bis 1855 am Theologischen Seminar in Kiew. 1855 trat er in die Kiewer Theologische Akademie ein, die er 1859 absolvierte.
Anschließend war er zwischen 1859 und 1860 als Professor für Literatur am Theologischen Seminar in Poltawa und von 1860 bis 1865 als Professor für die heiligen Schriften am Kiewer Theologischen Seminar tätig.
Parallel zu seiner Lehrtätigkeit beschäftigte er sich mit Ethnographie und historischer Forschung, die zum Teil im wöchentlich erscheinenden Leitfaden für ländliche Pastoren publiziert wurde.
Zwischen 1865 und 1868 arbeitete er im Königreich Polen. Zunächst war er 1865 Lehrer der russischen Sprache und Literatur am russisch-griechisch-katholischen Gymnasium und 1866 am griechisch-katholischen Frauengymnasium in Cholm, wo auch sein Sohn Mychajlo zur Welt kam. 1867 war er Inspektor für russische Bildungskurse in Cholm und 1868 lehrte er am klassischen Gymnasium in Łomża. Aus gesundheitlichen Gründen zog er 1869 mit seiner Familie in den Kaukasus und war dort 1869/70 als Lehrer am klassischen Gymnasium Kutaissi beschäftigt. In den Jahren 1870 bis 1876 war er Inspektor und von 1876 bis 1878 Direktor der öffentlichen Schulen im Gouvernement Straropol. In Stawropol kam 1877 sein Sohn Oleksandr zur Welt. Zwischen 1878 und 1901 war er schließlich Direktor der öffentlichen Schulen in der Region Terek.
Während seiner Tätigkeit im Kaukasus organisierte er den Bau von Schulen und die Lehrerausbildung. In Wladikawkas gründete er ein pädagogisches Museum. Außerdem verfasste er Hand- und Lehrbücher für Schulen, darunter das mehr als 30 mal nachgedruckte Lehrbuch Das erste Lehrbuch der kirchenslawischen Sprache.
Hruschewskyj erhielt, neben zahlreichen weiteren Auszeichnungen, 1884 den Rang eines echten Staatsrates. Er starb 70.-jährig in Wladikawkas und wurde dort auf dem 1. Stadtfriedhof bestattet (das Grab ist nicht erhalten).

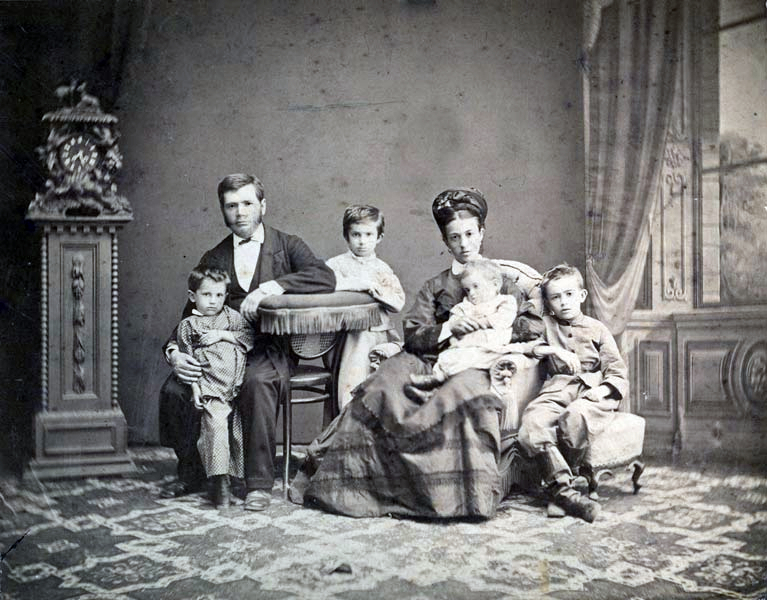
Familie Hruschewskyj 1876

## Familie
Serhij Hruschewskyj war der Vater des Historikers und ersten Präsidenten der Ukrainischen Volksrepublik Mychajlo Hruschewskyj, des Historikers und Literaturkritikers Oleksandr Hruschewskyj und der Historikerin und Übersetzerin Hanna Schamraj-Hruschewska (Ганна Сергіївна Шамрай-Грушевська; 1869–1943).